# Buena suerte (pintura)
Buena suerte (título original God Speed) es un cuadro del artista británico Edmund Leighton, que describe el momento de la partida para la guerra de un caballero con armadura a lomos de su caballo, despidiéndose de su amada. La mujer agarra un rango rojo en vuelta del brazo del jinete que afirma regresar. Una costumbre medieval que aseguraba el reencuentro de ambos, vivos y salvos. En la barandilla de la escalera, un grifo que es símbolo de la fuerza y coraje militar. El caballero se dirige a la salida a través de un portón del castillo con rastrillo. La pintura estuvo expuesta en la Royal Academy of Arts en 1900. God Speed fue el primero de varios cuadros de Leighton en la década de 1900 sobre el tema de la caballería, siendo los otros The Accolade (1901) y The Dedication (1908).

## Procedencia
Tras haber sido vendido por Leighton, la pintura estuvo en posesión de varias personas, hasta que en 1988 llegó a la galería Christie's. Más tarde fue albergada en una colección privada norteamericana y en 2000 fue nuevamente subastada en Chisthie´s. En 2007, la obra salió a subasta en Sotheby's y fue comprada por un coleccionista privado británico. El 10 de mayo de 2012, God Speed fue nuevamente vendida a un coleccionista privado a través de la casa de subastas Sotheby's de Londres.